# Сходница
Схо́дница (укр. Схі́дниця) — бальнеологический курорт в предгорьях Украинских Карпат; посёлок в Дрогобычском районе Львовской области Украины. Административный центр Сходницкой поселковой общины.
Является частью Дрогобычско-Бориславской агломерации, находится в 9 (10) км к юго-западу от города и железнодорожной станции Борислава.
Население — в 2005 году 2200 жителей (в 1965 г. — 2800).

## Географическое положение и климат
Сходница находится на высоте 600—900 м над уровнем моря. Вершины, которые окружают Сходницкую впадину, достигают высоты 823 м.
Климат умеренный континентальный. Для Сходницы Карпаты создали свой микроклимат. Зима тут умеренно мягкая; часто отмечаются оттепели, снежный покров неустойчив (устойчивый снежный покров только в горах — рядом находится г. Парашка (1271 м)). Лето тёплое, с чередованием ясной солнечной и облачной погод. Средняя температура января −3,4 °C, июля +19 °C. Осадков 700—800 мм в год, в основном весной и летом.

## История
Название посёлка, предположительно, происходит от слова «сходиться». Место впервые упоминается в документах XIV века.
Во время войны 1648—1654 гг. под руководством Богдана Хмельницкого крестьяне, как свидетельствуют судебные документы, выступили под предводительством крепостного крестьянина Гебруха, овладели Сходницким замком и, «забрав всё из амбаров, подожгли двор[ец]». Во второй половине XVII — первой половине XVIII в. Сходница оставалась частным владением. После первого раздела Польши (1772 г.) она вошла в состав Австрии. По административной реформе 1782 года Сходница была отнесена к Самборскому округу. В 1787 году в Сходнице насчитывалось 65 дворов, 2 корчмы, мельница, винница и кузница, в 1820 году — 71 двор, 3 корчмы, 2 мельницы и лесничество. С 1867 по 1918 год Сходница — село Дрогобычского уезда. В 1868 году в нём числилось 77, а в 1880—125 дворов, где жило 867 человек. В селе действовала лесопилка на 8 лошадиных сил, ежегодно перерабатывавшая 1540 м3 древесины.
Новая страница истории Сходницы связана с нефтяным промыслом. В последней трети XIX в. тут открыты значительные месторождения нефти и озокерита, промышленная разработка которых началась в 1872 году после прокладки в Борислав железной дороги (см. Сходницкое нефтяное месторождение). Сюда съехались крупные промышленники — представители различных акционерных обществ Германии, Англии, США, Франции, Бельгии. В 1898 году из 373 скважин добыто свыше 168 тыс. тонн нефти. В 1890-х гг. Сходница занимала первое место по добыче нефти в Галиции, в 1930-х гг. — третье (после Борислава и Быткова); за 1886—1935 гг. в Сходнице добыто 2150000 тонн нефти. В районах, где добывалась нефть (Борислав, Сходница, Тустановичи (ныне микрорайон Борислава), Слобода Рунгурская, Горлица и Красное) в 1904 году насчитывалось около 9 тысяч рабочих.

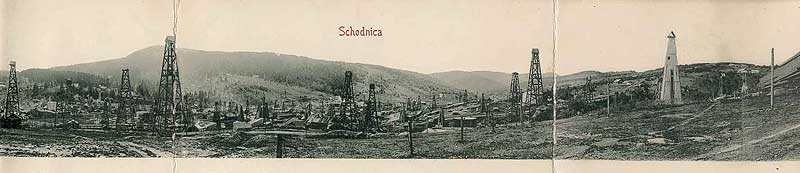
Начало ХХ ст.

В 1960-х годах житель Сходницы, инженер Емельян Стоцкий открыл внушительные запасы источников минеральных вод типа «Нафтуся». Благодаря Е. А. Стоцкому, Сходница стала развиваться как курорт, и 9 января 1976 года посёлок был официально признан Всесоюзным курортом.
В горах близ посёлка Сходница, возле урочища Бухов на высоте 668,9 м, в 1997 году возведена Сходницкая (Трускавецкая) ветровая электростанция.

## Население

### Языковой состав
Родной язык населения по данным переписи 2001 года:
| Язык       | Численность, чел. | Доля     |
| ---------- | ----------------- | -------- |
| Украинский | 2 243             | 99,38 %  |
| Другие     | 14                | 0,62 %   |
| Итого      | 2 257             | 100,00 % |

## Курорт

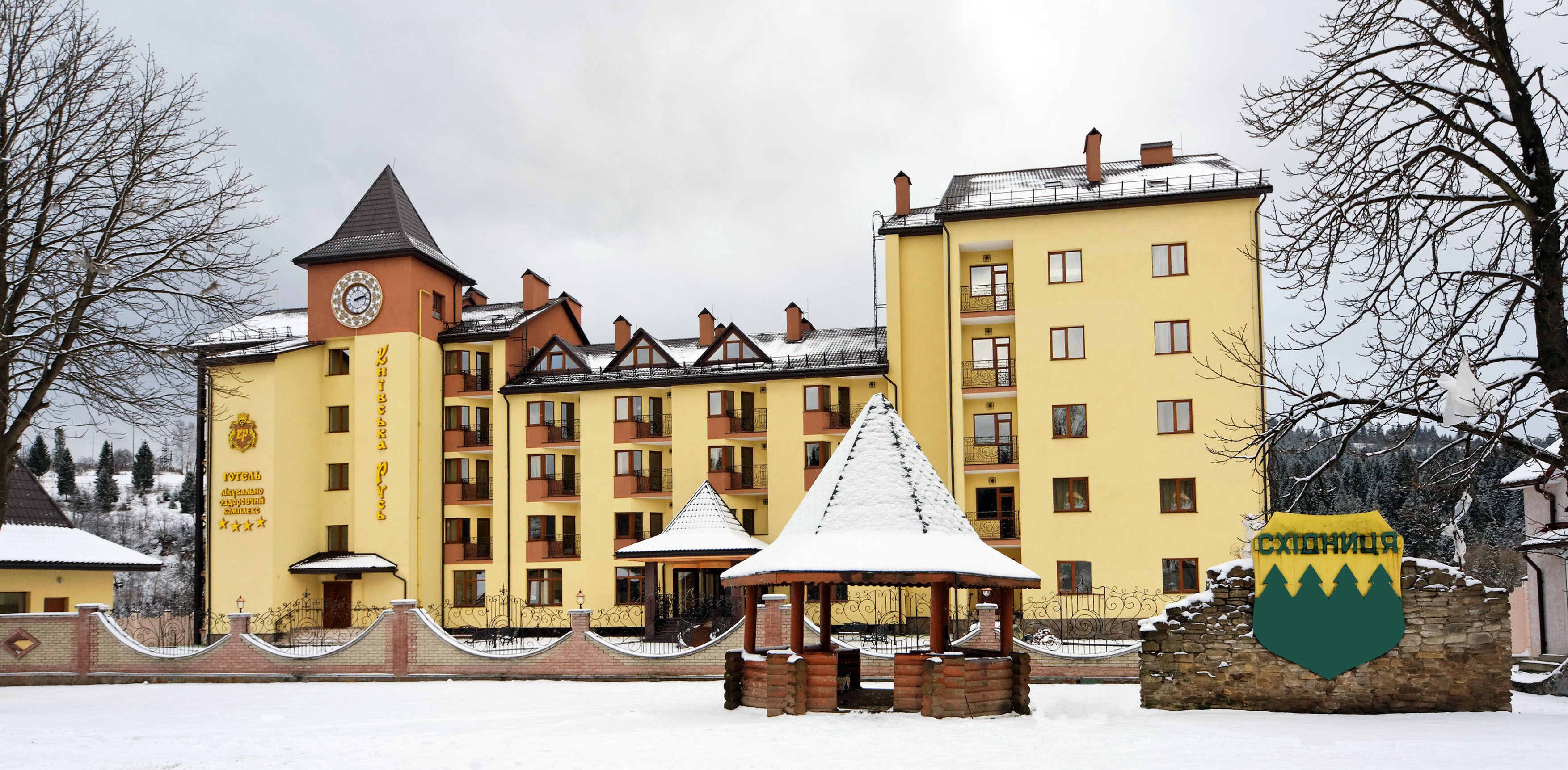
Сходница

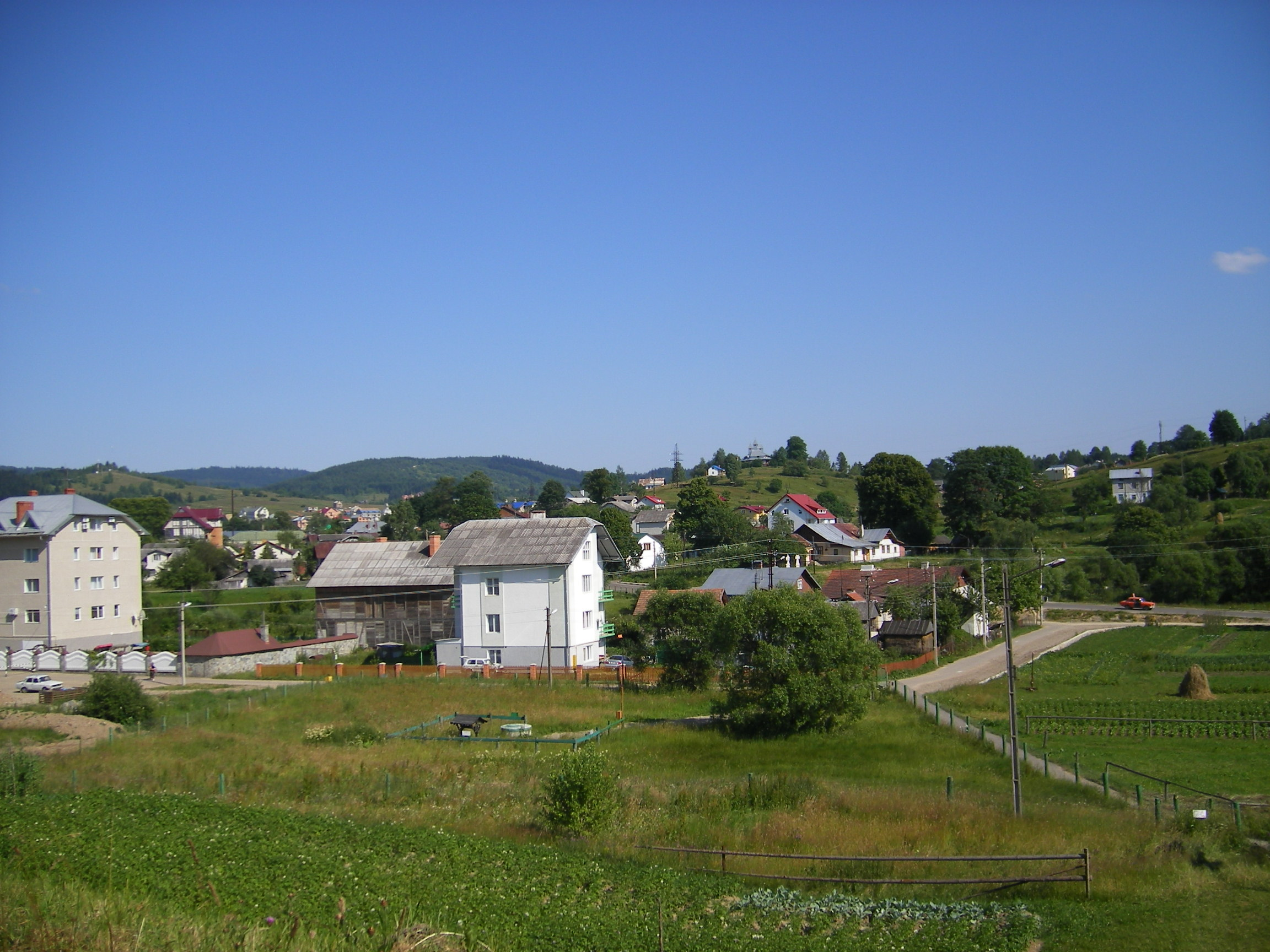
Сходница

Известность курорту Сходница принесли минеральные воды типа «Нафтуся», в сочетании с такими природными факторами как свежий горный воздух и живописный карпатский ландшафт.
Основной природный лечебный фактор — гидрокарбонатные и сульфатно-гидрокарбонатные кальциево-натриевые (минерализация 0,5-0,8 г/л) воды (содержащие также углекислый газ, сероводород и др. вещества), многочисленные минеральные источники которых (в виде буровых скважин) выведены в районе Сходницы. В окрестностях Сходницы имеются также значительные запасы торфяной грязи, которые могут быть использованы в лечебных целях. Функционирует (со времён Союза) ведомственный санаторий-профилакторий, в котором осуществляется лечение больных с заболеваниями органов мочевыделения, желудка и кишечника. В районе Сходницы — пансионаты «Карпаты» и «Гуцулка». Богатые курортные ресурсы Сходницы позволяют в перспективе осуществить здесь строительство крупного санаторно-курортного комплекса.
Многолетними исследованиями было установлено, что минеральные воды Сходницы успешно лечат заболевания почек и печени, солевые диатезы, повышенную и пониженную кислотность желудка, малокровие, сахарный диабет и другие болезни.
Среди отелей — ныне — стоит выделить «отель Валентина», а также санатории «Гуцулка», «Карпаты», «Стожары», «Верховина» «Гармония», лечебно-оздоровительную базу «Зелёный бор», лечебно-оздоровительный комплекс «Сидус», «Ди Анна» и «Вилла Игнатьева», современный гостинично-оздоровительный комплекс <КРЕМЕННИК> «Санта Мария». Есть тут и места зелёного туризма — пансионы типа «Под замком» и «Соломия». В последнее время появились частные мини-отели и пансионы по западно-европейскому типу Bed & Breakfast, например мини-отель Фурми. Только в отличие от европейских заведений частные пансионы Сходницы с истинно украинским гостеприимством предлагают и медицинское обслуживание, и полный пансион. В последние годы наиболее популярна сеть отелей «Три Сини та Донька» 4* (2007 г.) и «Три Сини та Донька» 5* (2015 г.), а також вилла «Гранд».

## Транспорт
Добраться до посёлка Сходница можно на электропоезде «Львов — Трускавец» (расписание на сайте УкрЗализныци; там же см. расписание пасс. поездов по ст. Трускавец), а дальше на маршрутном такси «Трускавец — Сходница» с железнодорожного вокзала г. Трускавец; остановка за путями, отправление (по состоянию на 2010 г.) в 7-35, 9-35, 11-55, 14-05, 16-25 (с периодичностью в среднем через каждые 2 часа). Также с пригородного вокзала г. Львова ходит маршрутное такси «Львов — Сходница».

## Достопримечательности
Для отдыхающих и туристов интересны походы по окрестностям (Национальный парк «Сколевские Бескиды»; гора Парашка, 1270 м), поездки в близрасположенный курорт Трускавец.
Неподалёку от с. Урыч на левом склоне долины расположен живописный ансамбль крупных обрывистых скал. Они образованы крупноблоковыми песчаниками (возрастом около 60 млн лет), имеющими несколько отдельных выступов: Острый Камень (западная часть), Камень (центральная) и Жёлоб (восточная часть). На центральном выступе, который поднимается над долиной на высоту до 51 м, сохранились остатки искусственных стен (более 3,5 тысяч врубов для монтирования деревянных конструкций), подскальных коридоров, пещер, колодца (диаметр 2 м, глубина около 35 м), две ёмкости для сбора воды. Есть колодец и на Остром Камне.
Считается, что здесь, на так называемом «княжьем пути», существовал древнерусский город Тустань, а на Урычских скалах в IX—XIII веках находилась наскальная деревянная крепость, которая не одно десятилетие исследуется Карпатской архитектурно-археологической экспедицией (площадь древнего городища составляет порядка 3 га). Рядом находится музей Тустани.

## Галерея

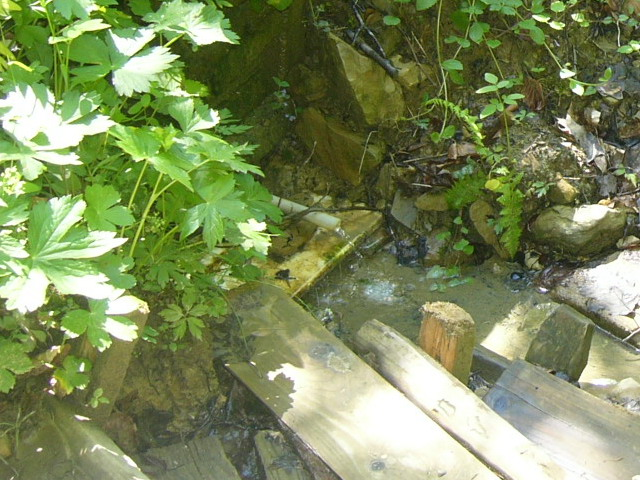
Лечебный родник  №-6 в лесу
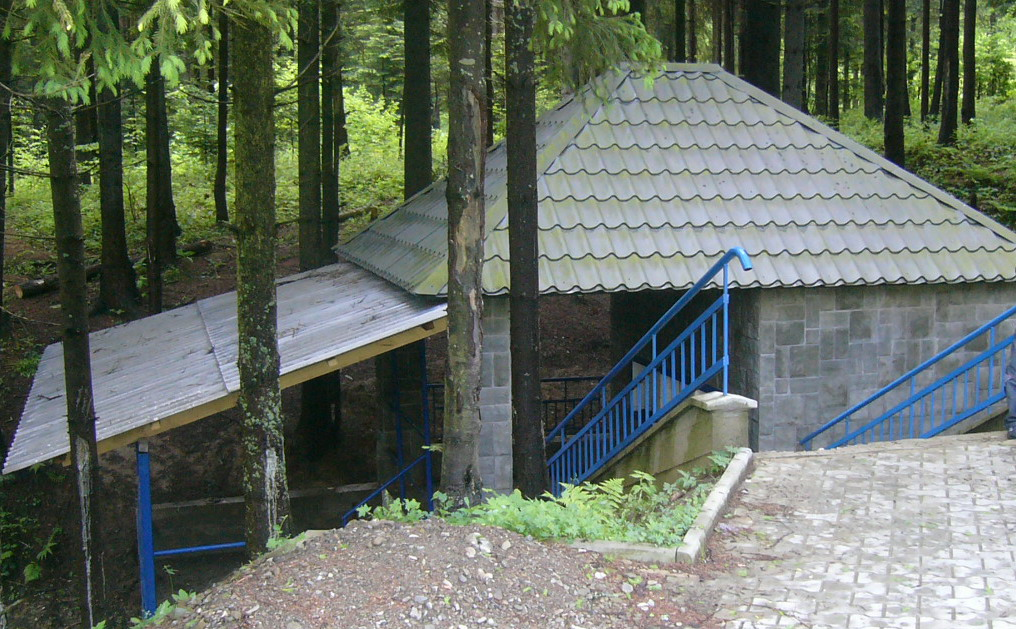
Лесной родник минеральной воды
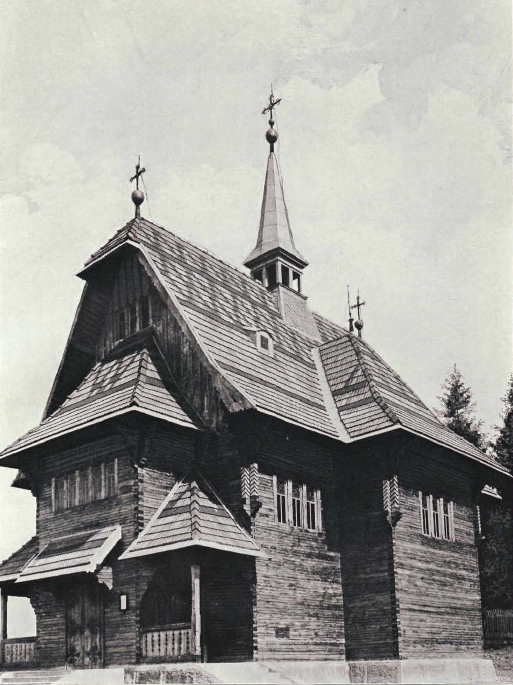
Костел в Сходнице (1901 года)
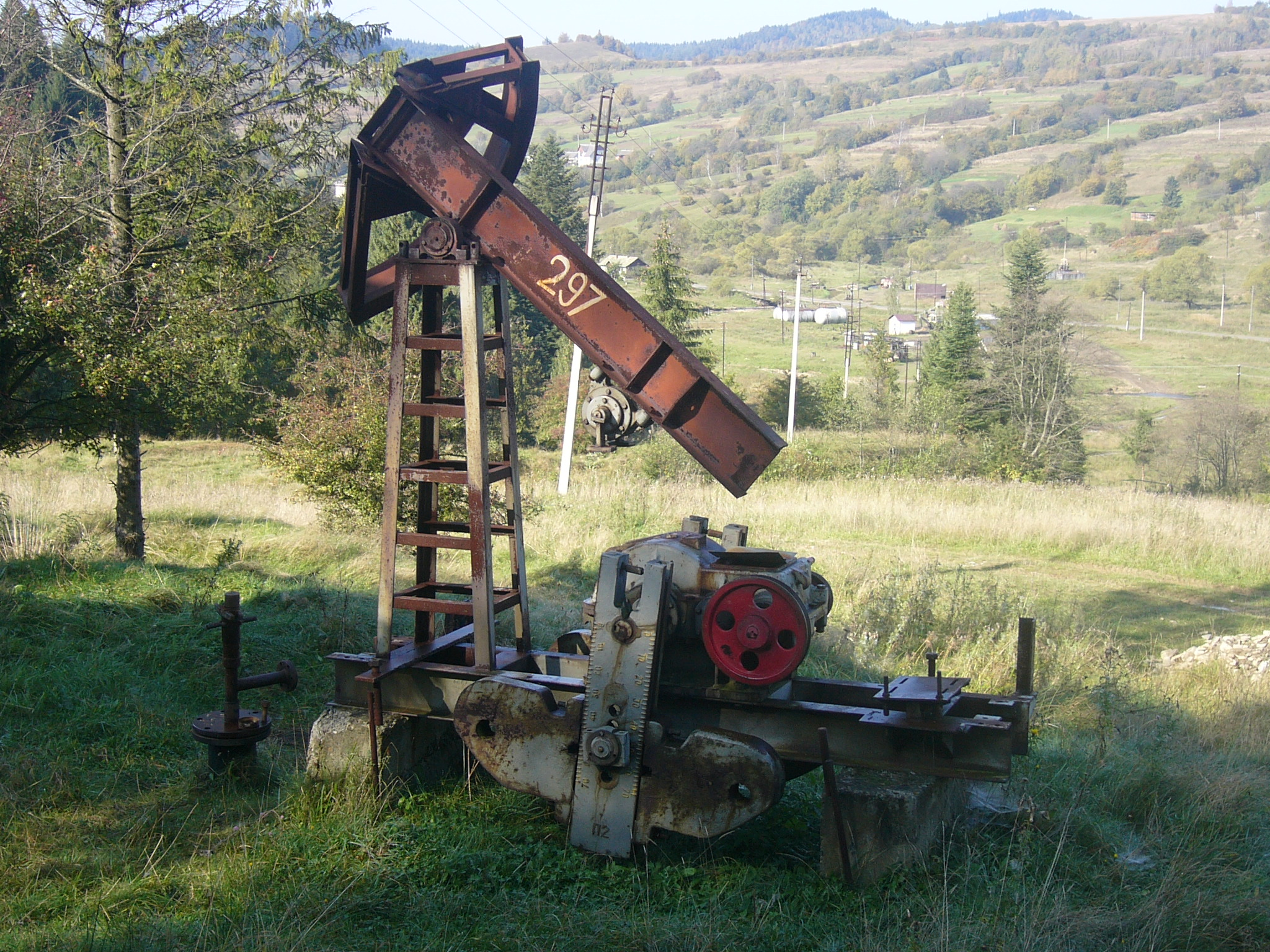
Брошенная нефтяная качалка-насос
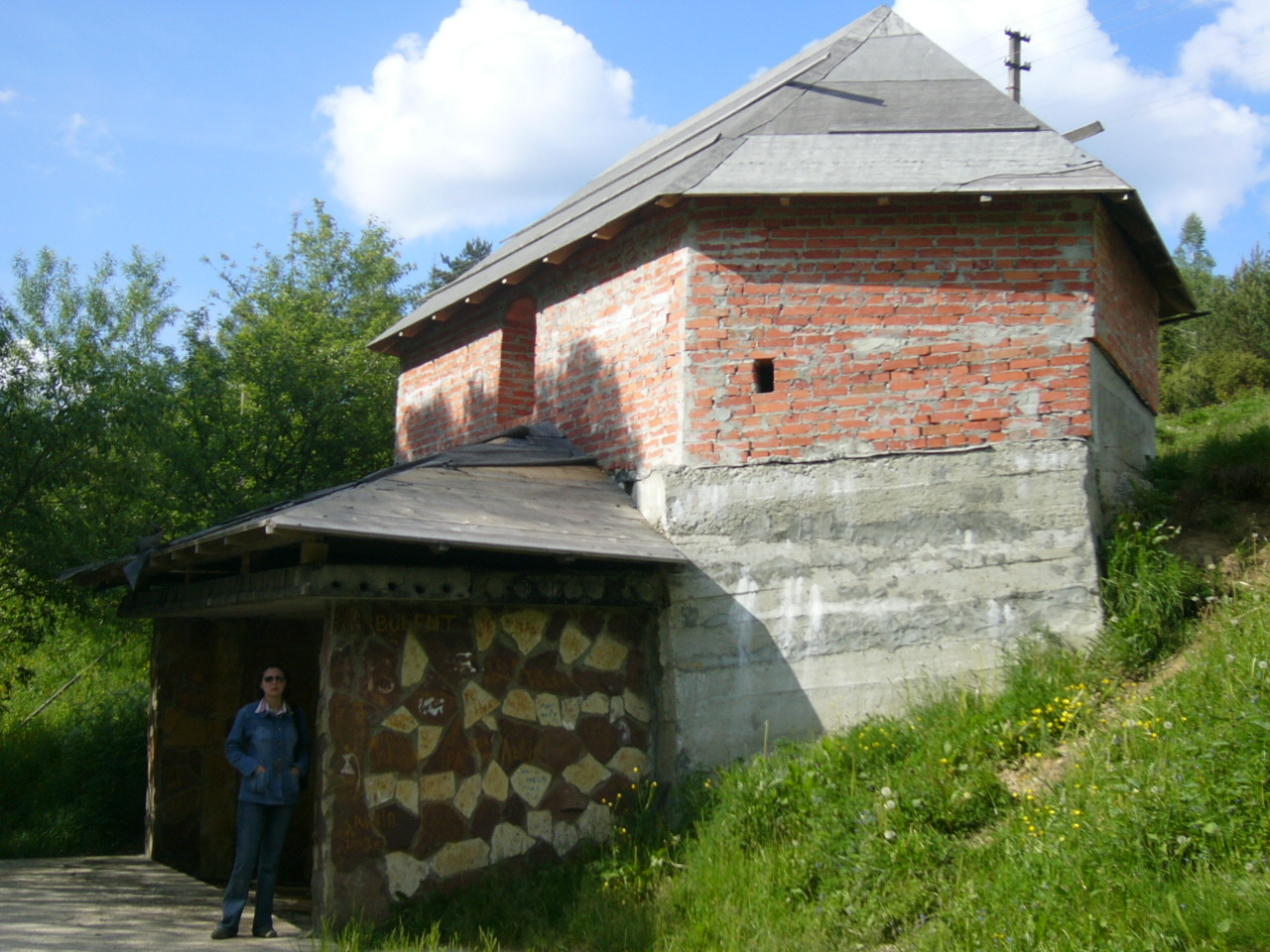
Родник минеральной воды  №-13
Бывшая синагога – теперь Дом молитвы баптистов